# Ana Woods
Ana Woods (* 1991) ist eine deutsche Schriftstellerin von romantischer Fantasyliteratur und Liebesromanen.

## Leben
Woods studierte Anglistik und Germanistik. Nach ihrer eigenen Aussage schrieb Woods bereits als Kind Kurzgeschichten und Gedichte. Woods lebt in Berlin.

## Literarisches Wirken
Ihren Debütroman Ein Apfel rot wie Blut, der erste Band der Romantasy-Reihe (romantische Fantasy) Fallen Queen, ist eine Märchenadaption und veröffentlichte Woods 2017 im Drachenmond Verlag. 2018 und 2019 folgten Band zwei und drei der Reihe. Der New-Adult-Roman (Liebesromane für junge Erwachsene) Nordlichtglanz und Rentierglück wurde 2020 im Imprint-Label Impress des Carlsen Verlags publiziert, wo 2022 ihre romantische Fantasy-Dilogie Der geheime Orden von New Orleans folgte. Im Imprint-Label Planet! des Thienemann-Esslinger Verlags erschien 2021 der Young-Adult-Roman (Liebesromane für Jugendliche) 15 Gründe, dich zu hassen, welches beim LovelyBooks Leserpreis 2021 in der Kategorie Jugendbuch – Belletristik auf Platz 26 gewählt wurde. Seit 2023 veröffentlicht Woods im New-Adult-Label Everlove vom Piper Verlag Liebesromane. Ihre Bücher Finding Paradise und Finding Home befassen sich mit Umwelt- und Tierschutz. 2024 folgte ihre Dark-Academia-Dilogie Rosefield Academy of Arts. 

## Werke (Auswahl)
- Fallen Queen – ein Apfel, rot wie Blut. Drachenmond Verlag, Hürth 2018, ISBN 978-3-95991-106-1.
- Fallen Queen – ein Spiegel weiß wie Schnee. Drachenmond Verlag, Hürth 2018, ISBN 978-3-95991-106-1.
- Fallen Queen – ein Herz schwarz wie Ebenholz. Drachenmond Verlag, Hürth 2019, ISBN 978-3-95991-108-5.
- Nordlichtglanz & Rentierglück. Carlsen Impress, Hamburg 2020, ISBN 978-3-551-30305-9.
- 15 Gründe, dich zu hassen. Planet Girl Verlag, Stuttgart 2021, ISBN 978-3-522-50713-4.
- A Whisper of darkness. Carlsen Impress, Hamburg 2022, ISBN 978-3551304582
- A Touch of light. Carlsen Impress, Hamburg 2022, ISBN 978-3551304735
- Finding Paradise - Weil ich dir vertraue. Everlove Verlag, München 2023, ISBN 978-3492063913
- Finding Home - Weil du alles für mich bist. Everlove Verlag, München 2023, ISBN 978-3492063920
- Rosefield Academy of Arts - The Secrets we keep. Everlove Verlag, München 2024, ISBN 978-3492064477
- Rosefield Academy of Arts - The Promises we make. Everlove Verlag, München 2024, ISBN 978-3492064484